# سمندرهای زبان‌قارچی
سمندرهای زبان‌قارچی (نام علمی: Bolitoglossa) نام یک سرده از تیره سمندر بی‌شش است.

## سم
Bolitoglossa rostrata و B. subpalmata دو نمونه نادر از سمندرهای سمی در این تیره هستند. سم از طریق پوست آنها به عنوان مکانیزمی برای دفاع در برابر شکار شدن ترشح می شود. این ماده به ویژه برای برخی از مارها خطرناک است و باعث می شود آنها در اثر تماس اولیه توانایی حرکت را از دست بدهند و در مقابل محرک های خارجی واکنش نشان ندهند. تاکتیک دفاعی رایج این دو گونه این است که تا زمانی که مار در تماس اولیه قرار نگرفته است،بی حرکت باقی می‌مانند و با شروع اثر سم فلج کننده در مار ، فرار می کنند.